# Cal Hubbard
Robert Calvin Hubbard (Keytesville, Misuri, 31 de octubre de 1900 – San Petersburgo, Florida, 17 de octubre de 1977), más conocido como Cal Hubbard, fue un jugador profesional estadounidense de fútbol americano que se desempeñó en la posición de tackleador en la National Football League (NFL). Es miembro del Salón de la Fama del Fútbol Americano Profesional.

## Carrera
Hubbard jugó como profesional dos temporadas en New York Giants (1927-1928), después pasó a Green Bay Packers (1929-1933, 1935), luego a Pittsburgh Steelers (1936), ese mismo año regresó a New York Giants, equipo en el que se retiró.

## Reconocimiento
El 7 de septiembre de 1963 fue seleccionado para ser miembro del Salón de la Fama del Fútbol Americano Profesional.